# ギリェルメ・ベンテス
ギリェルメ・ベンテス（Guilherme Frederico Feria Bentes 1973年6月10日- ）は、ポルトガルのリスボン出身の柔道選手。階級は73kg級。

## 人物
柔道は5歳の時に始めた。1996年のアトランタオリンピック71kg級では2回戦で敗れた。その後の世界学生では2位に入った。1997年の世界選手権では銅メダルを獲得した。1998年の世界学生73kg級では優勝を飾った。しかし、2000年のシドニーオリンピックには国内予選で敗れて出場できずに終わった。

## 主な戦績
71kg級での戦績
- 1992年 - 世界ジュニア　7位
- 1996年 - オランダ国際　2位
- 1996年 - 世界学生　2位
- 1997年 - ハンガリー国際　2位
- 1997年 - 世界選手権　3位

73kg級での戦績
- 1998年 - 世界学生　優勝
- 1999年 - ブルガリア国際 優勝

81kg級での戦績
- 2002年 - ブルガリア国際　3位
- 2002年 - チェコ国際　3位